# Casa de Cristiano Osternack
Casa de Cristiano Osternack ou Casa Antiga das Mercês ou, também, Casa das Mercês, é uma edificação histórica da cidade de Curitiba, capital do estado brasileiro do Paraná.
Localizada no bairro das Mercês, a casa foi tombado como patrimônio histórico do município e do estado do Paraná em 3 de março de 1979 e após uma grande reforma em 1987, possou a ser um ponto comercial e turístico do bairro
.

## História
Construída em 1870 por Cristiano Osternack, um imigrante alemão e natural de Hamburgo, com tijolos e telhas oriundas da indústria de propriedade de Cristiano, que fundou a primeira olaria moderna de Curitiba.

## Arquitetura
Com uma arquitetura simples, típica dos imigrantes europeus que se estabeleceram no sul do Brasil em meados do século XIX, possui um pavimento e sótão habitável e sua construção utilizou-se de tijolos de barro em bloco compacto e pedras.